# Santa Clara La Laguna
Santa Clara La Laguna é uma cidade da Guatemala do departamento de Sololá.